# Centroderes spinosus
Centroderes spinosus is een soort in de taxonomische indeling van de stekelwormen.
De diersoort behoort tot het geslacht Centroderes en behoort tot de familie Centroderidae. De wetenschappelijke naam van de soort werd voor het eerst geldig gepubliceerd in 1881 door Reinhard.